# Панчело
Панчело (алб. Pançellë или Pançella) је насеље у општини Косовска Каменица на Косову и Метохији. Атар насеља се налази на територији катастарске општине Панчело, површине 257 ha. По законима самопроглашене Републике Косово насеље се налази у саставу општине Ранилуг.

## Инфраструктура
У селу се налази незавршена црква Светог Петра. Према сведочењима мештана (око 400) из августа 2013. године, становници живе без основних услова и потреба, инфраструктура је лоша. Током последњих неколико година општинска самоуправа у Ранилугу је у потпуности запоставила ово село.

## Порекло становништва по родовима
Подаци из 1929. године:
- Стојчовићи (6 кућа, Св. Никола). Старином су из Ропотова. Због крви су прешли у Ранилуг, а одатле исељени у Панчело око 1830. године на бољи чифлук. Приликом насељавања су затекли и друге родове који су се доцније раселили.
- Мунићи (2 к., Св. Ђорђе). Старином су из Сиринићке жупе једне од жупе у околини Призрена, око 1840. су досељени у Петровце; у Панчелу су прешли око 1870.
- Стамболићи (5 к., Св. Никола). Пресељени због зулума из Билинца око 1870. Тамо су имали своју земљу, а у Панчелу су слуге.
- Вуканови (1 к., Св. Арханђео). Пресељени из Горњег Кормињана око 1870. године као чифчије.
- Марковићи (4 к., Св. Врачи). Пресељени из Томанца око 1910. Старином су из Липовице код Гњилана.
- Карлица (2 к., Св. Никола). Пресељени из Томанца око 1910. Старином су из Буковика. Имали су сроднике у Томанцу и у Малом Ропотову.
- Ђурулијини (2 к., Св. Пантелејмон). Досељени из Добрчана око 1910. године.

## Демографија
Насеље има српску етничку већину.
Број становника на пописима:
- попис становништва 1948. године: 237
- попис становништва 1953. године: 249
- попис становништва 1961. године: 302
- попис становништва 1971. године: 375
- попис становништва 1981. године: 410
- попис становништва 1991. године: 380